# Ханхіпасі
Ханхіпа́сі (рос. Ханхипаси, фін. Hanhipaasi) — невеликий скелястий острів у Ладозькому озері, частина Західного архіпелагу. Територіально належить до Лахденпохського району Карелії, Росія.
Острів округлої форми, діаметром 0,8 км.